# Seznam jihoafrických fotografek

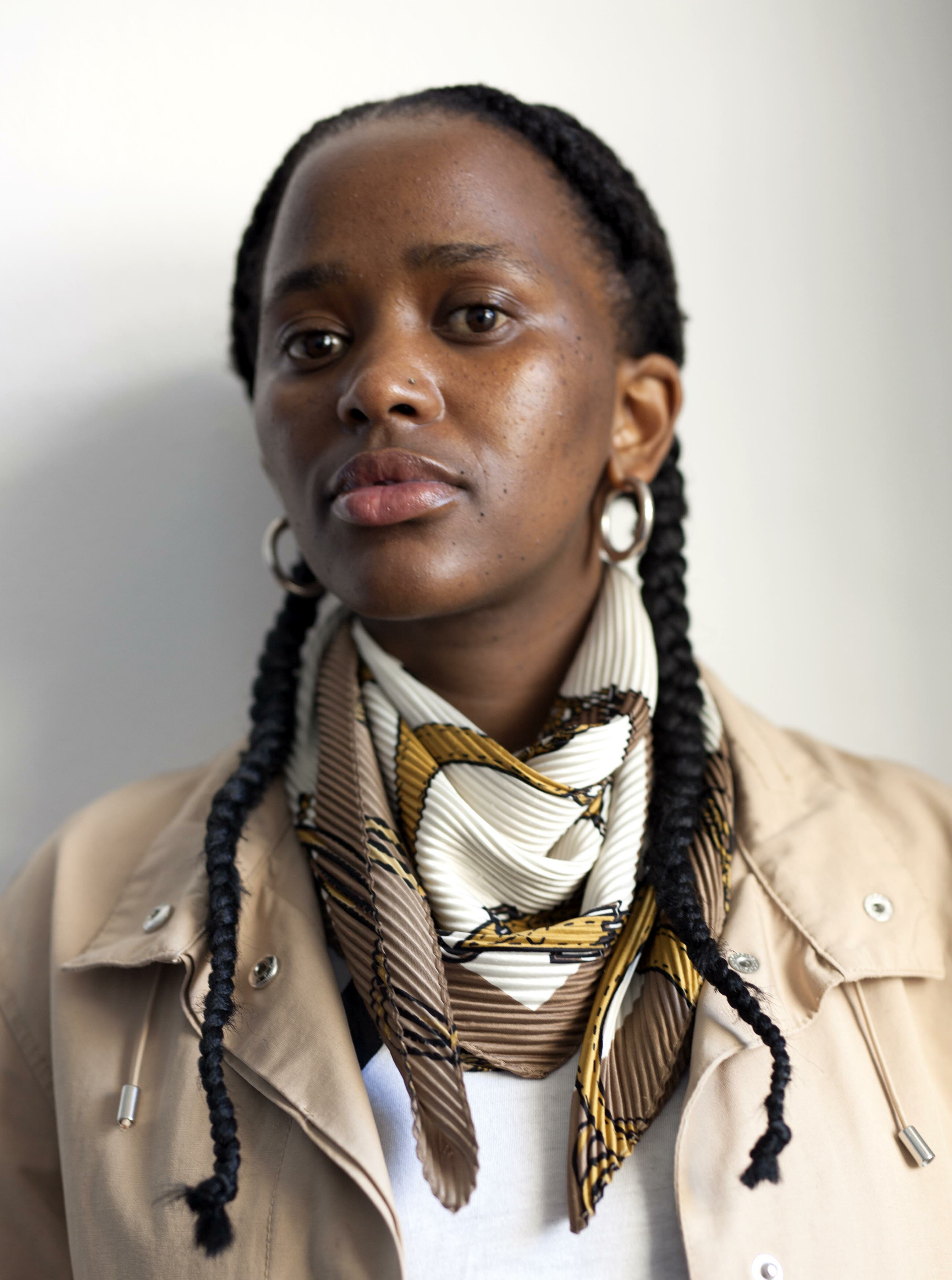
Mbali Dhlaminiová (* 1990)

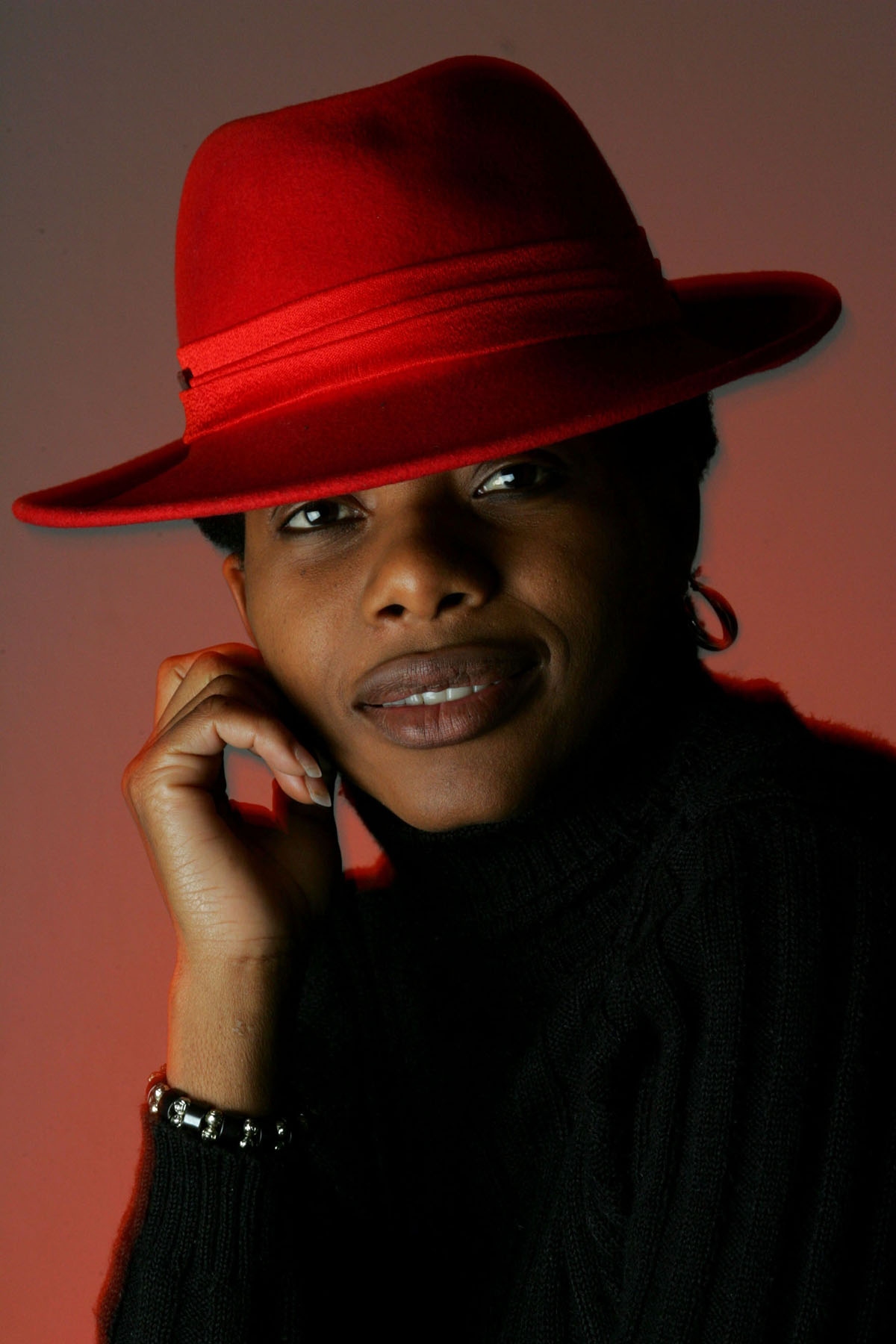
Neo Ntsoma (* 1972)

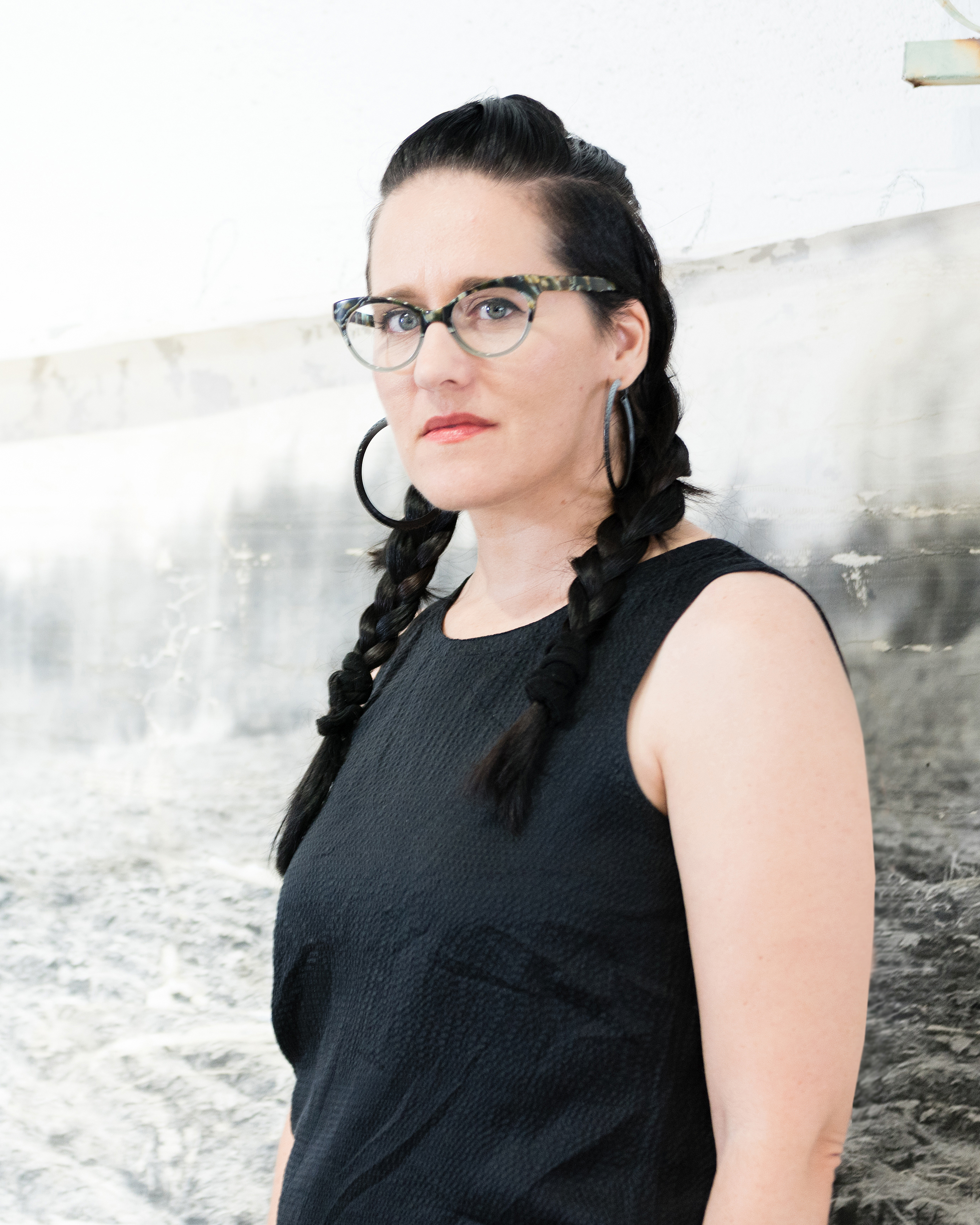
Anja Maraisová (* 1974)

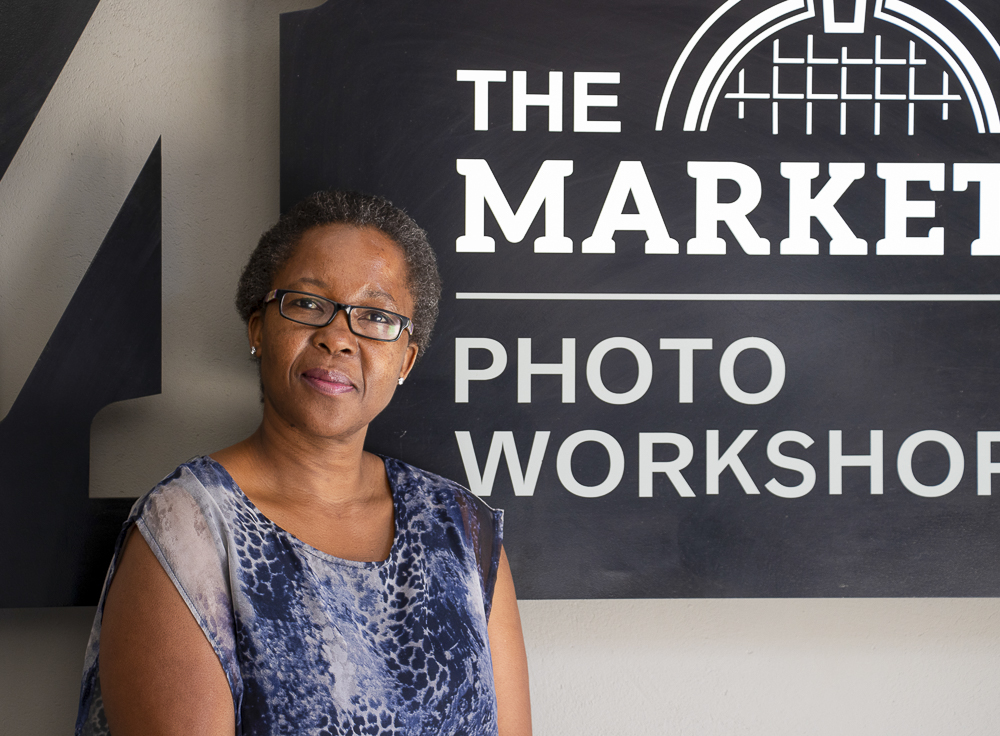
Ruth Seopedi Motau (* 1968)

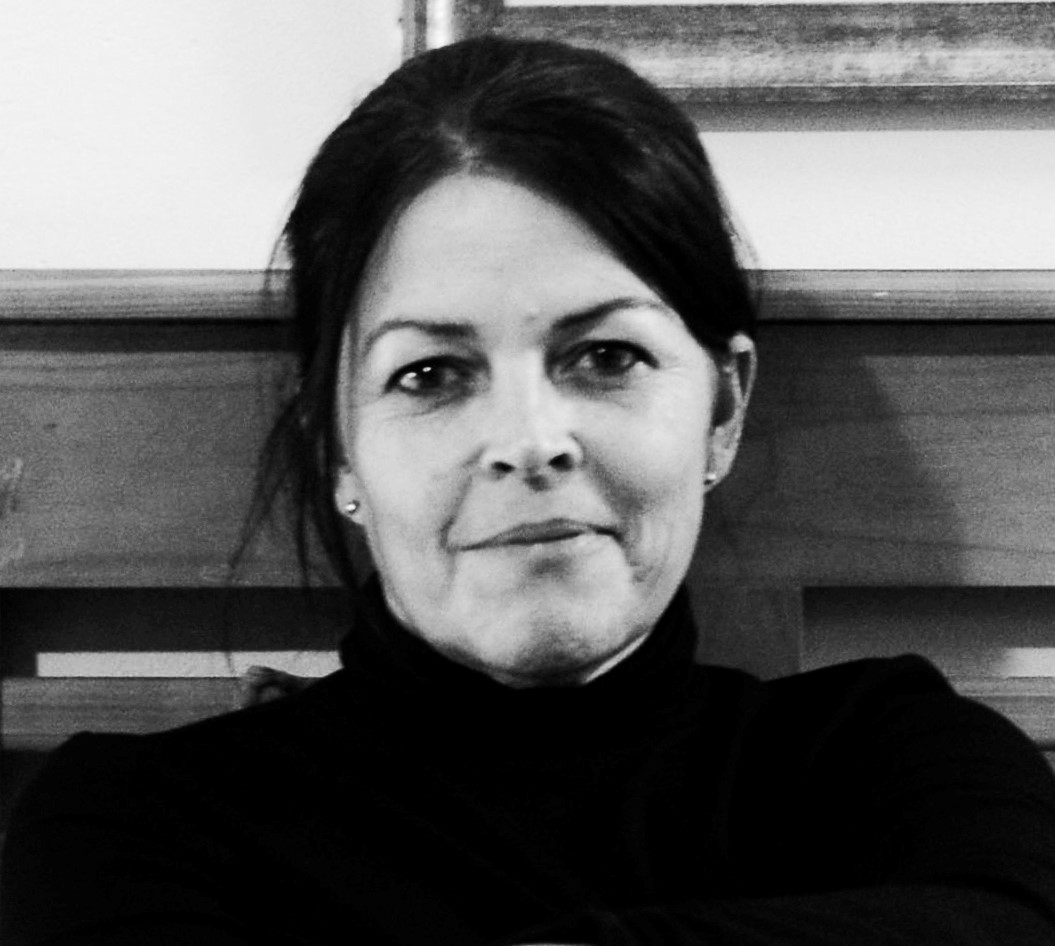
Jo Ractliffe (* 1961), dokumentární fotografka

Toto je seznam jihoafrických fotografek, které se v Jihoafrické republice narodily nebo jejichž díla jsou s touto zemí úzce spojena.

## A
- Fiona Ayerstová (* 1965), fotografka divoké přírody, která se zabývá fotografováním pod vodou, známé jsou její snímky žraloků

## B
- Jenna Bassová (* 1986), filmová režisérka, fotografka a spisovatelka narozená v Londýně
- Jodi Bieberová (* 1966), její snímek ženy z Afghánistánu Bibi Aisha, které uřízli uši a nos její manžel a švagr, vyhrála cenu World Press Photo of the Year v roce 2010

## C
- Hannelie Coetzee (?), vizuální umělkyně a profesionální fotografka z Johannesburgu. Její tvorba zahrnuje sociální dokumentární fotografii, vizuální umění a společné umělecké projekty.

## D
- Mbali Dhlaminiová (* 1990), umělkyně a fotografka, věnuje se převážně fotografii a dobovým médiím, africké ženy zdobené tradiční indigovou barvou, postkoloniální otázky

## E
- Tracy Edserová (* 1982), fotoreportérka a dokumentární producentka, její Window Rwanda je dokument z Rwandy pořízený ve zlomku vteřiny přes okna jedoucího vozidla během každodenní rutiny cestování mezi Kigali a nemocnicemi na okraji města
- Vera Elkanová (1908–2008), známá svými snímky mezinárodních brigád ve španělské občanské válce

## F
- Greteli Finchamová (* 2001), herečka, fotografka a modelka

## G
- Caroline Gibello (* 1974), fotografka přírody, v roce 2007 založila řetězec uměleckých galerií Galleria Gibello v Kapském Městě v Jižní Africe
- Tony Gumová (* 1995), kariéru začala zveřejňováním selfie na Instagramu

## K

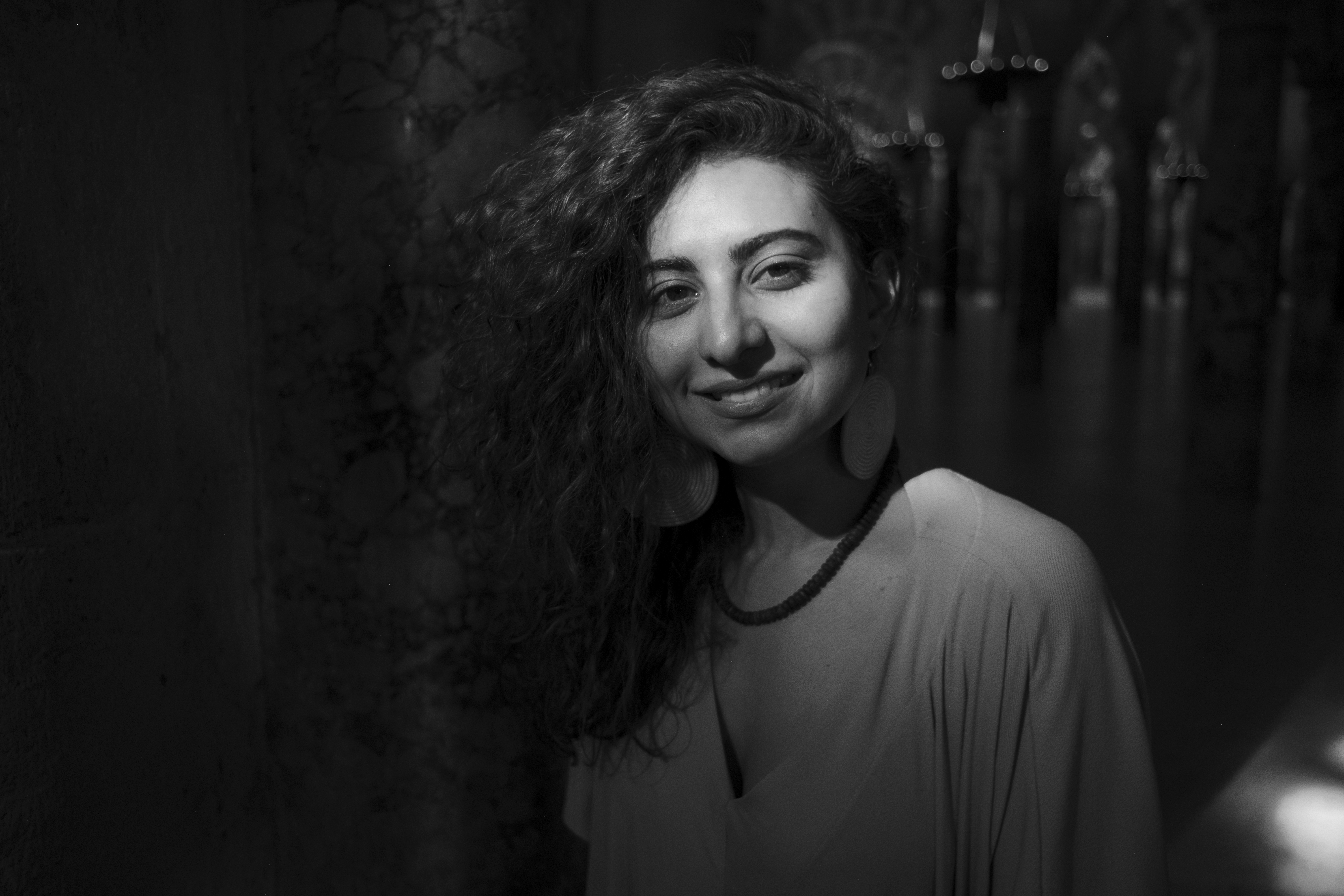
Gulshan Khanová, nezávislá fotožurnalistka

- Lebohang Kganye (* 1990), vizuální umělkyně a fotografka žijící a pracující v Johannesburgu, zkoumá své rodinné příběhy procházením starých fotoalb a nahráváním příběhů vyprávěných členy její rodiny, znovu vytváří okamžiky v rodinné historii, které sama nezažila
- Gulshan Khanová (?), nezávislá fotožurnalistka
- Phumzile Khanyile (* 1991), její série Plastic Crowns je o životě žen a sexuální politice, autoportréty, kdy je oblečená v šatech své babičky, se kterou žije, ženská zkušenost se vztahy mezi pohlavími z hlediska síly, „zkoumání studu a očekávání, co znamená být ženou“; „stereotypické představy o pohlaví, sexuálních preferencích a souvisejících stigmatech a jejich význam v současné společnosti“.

## L
- Constance Stuartová Larrabee (1914–2000), anglická fotografka nejznámější svými snímky Jihoafrické republiky a fotožurnalistikou o Evropě během druhé světové války. Byla první válečnou korespondentkou v Jihoafrické republice.
- Carla Lieschingová (* 1985), tvoří v New Yorku. Její práce zkoumá vztahy mezi lidmi, zejména ideologické posuny v geografické poloze. Její cykly řeší pojetí sebe sama ve vztahu k místu, pohybu, vzdálenosti a sounáležitosti. Zajímá se o fotografický portrét, utváření identity příběhů, vytváří archivy environmentálních portrétů, včetně zapojení lidských klasifikačních systémů a pseudo-vědeckého zkoumání. Její instalace často obsahují sochařské a zvukové součásti doplňující její fotografie.

## M
- Anja Maraisová (* 1974), sochařka, fotografka a multidisciplinární umělkyně. Absolvovala rezidenční pobyty v Japonsku, Koreji, Rusku a na Floridě a samostatné a skupinové výstavy v Asii, Evropě a USA.
- Nandipha Mntambo (* 1982), umělkyně, sochařka a fotografka, zaměřená na ženské tělo a identitu pomocí přírodních organických materiálů. Její umělecký styl byl označen jako eklektický a androgynní, je známá především svými sochami z hovězí kůže.
- Ruth Seopedi Motau (* 1968), první černošská fotografka, která byla zaměstnána v jihoafrických novinách jako editorka fotografií. Její fotografie se zaměřuje na sociální dokument ovlivněný fotožurnalismem a marginalizací černochů a komunit.
- Zanele Muholiová (* 1972), nebinární umělkyně a vizuální aktivistka pracující v oblasti fotografie, videa a instalace. Práce autorky se zaměřuje na rasu, pohlaví a sexualitu se souborem prací, který sahá až do počátku 20. století, dokumentující a oslavující životy černošských lesbických, gay, transgender a intersexuálních komunit v Jihoafrické republice.

## N
- Neo Ntsoma (* 1972), fotožurnalistika, portréty, hudba a fotografie populární kultury

## R
- Jo Ractliffe (* 1961), dokumentární fotografka a učitelka působící v Kapském Městě, kde se narodila, a v Johannesburgu, je považována za jednu z nejvlivnějších jihoafrických „sociálních fotografek“. Fotografuje krajinu, zabývá se tématy vysídlení, konfliktů, historie, paměti a vymazání“. Zachycuje stopy násilí, vysídlení a boje v krajině“. Její obrazy evokují paměť, historii a následky konfliktu, které jsou viditelné jako jizvy v krajině.
- Lesley Rochatová (?), ochránkyně mořských živočichů a žraloků, aktivistka, filmařka divoké přírody, podvodní fotografka, environmentální spisovatelka, autorka, mluvčí a aktivistka

## S
- Berni Searle (* 1964), umělkyně, pracuje s fotografií, videem a filmem, vytváří instalace příběhů spojené s historií, identitou, pamětí a místem. Její práce, často politicky a společensky angažovaná, čerpá z univerzálních emocí spojených se zranitelností, ztrátou a krásou.
- Mary Sibande (* 1982), umělkyně se sídlem v Johannesburgu. Její umění se skládá ze soch, obrazů, fotografie a designu; používá tato média a techniky, aby pomohla zobrazit lidskou podobu a zkoumala konstrukci identity v postkoloniálním kontextu Jihoafrické republiky. Kromě toho se zaměřuje na využití své práce k tomu, aby ukázala své osobní zkušenosti z apartheidu. Její umění se také pokouší kritizovat stereotypní zobrazení žen, zejména černošek.
- Colla Swartová (1930–2023), fotografovala přírodu a lidi ve svém rodném městě Kamieskroon a okolí, divoké květiny Namaqualandu a vícenásobné fotografické expozice

## U
- Jeannette Unite (* 1964), umělkyně, která sbírala oxidy, kovové soli a zbytky z dolů, kulturních památek a průmyslových areálů, a vyvíjela receptury na barvy, pastely a sklo pro svá velkoformátová umělecká díla reflektující těžební průmysl

## V
- Marguerite van Eeden (* 1999), herečka a fotografka, nejvíce se proslavila svými filmovými rolemi v afrikánštině ve filmech Vaselinetjie[1] a Vergeet My Nie.[2]
- Nontsikelelo Veleko (* 1977), známá svým zobrazením černošské identity, urbanizace a módy v post-apartheidu v Jižní Africe
- Gille de Vliegová (* 1940), fotografka a aktivistka proti apartheidu, její snímky pokrývají: odebírání půdy, životní styl na venkově a v městysu, genderový životní styl, kampaň proti obtěžování, policejní násilí, protesty proti trestu smrti, proti začlenění do Bophuthatswany; Release Mandela Campaign, pohřby, odpůrci vojenské služby, děti ulice a bezdomovci.

## W
- Gisèle Wulfsohnová (1957–2011), fotografovala pro noviny a časopisy na volné noze, specializovala se na portréty, vzdělávání, zdraví a genderové otázky, byla známá dokumentováním různých kampaní na zvýšení povědomí o HIV/AIDS